# Rigel (Rakete)

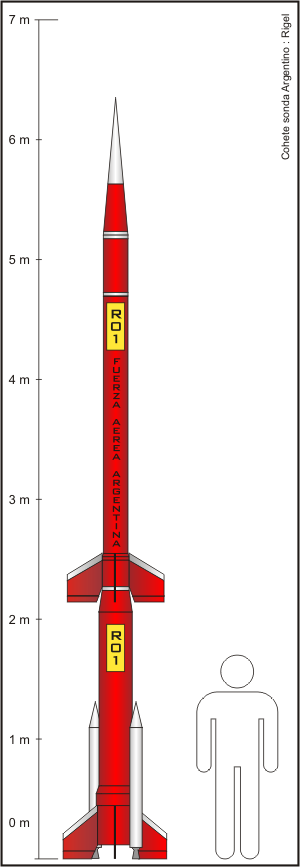
CSA Rigel

Rigel ist die Bezeichnung einer argentinischen Höhenforschungsrakete. Die zweistufige Rigel (Erststufe Canopus, Zweitstufe Orion-2) wurde zwischen 1969 und 1973 insgesamt 7-mal gestartet. Rigel hat eine Gipfelhöhe von 310 km, eine Startmasse von 300 kg, eine Nutzlast von 30 kg, einen Durchmesser von 0,28 m und eine Länge von 6,30 m. 